# Buddhizmus Lettországban
A buddhizmus Lettországban más nyugati országokkal összehasonlítva kevésbé nyúlik vissza a történelemben, jóllehet a buddhizmus híre legelőször a 19. század végén és a 20. század elején ért el a balti országba. A legnagyobb létszámú szervezete és a legtöbb követője a tibeti buddhizmusnak van Lettországban, de jelen van a mahájána és a théraváda irányzat is.

## Története
Az ország legelső buddhistájára az 1920-as évekig kellett várni (Karlis Tennisons - 1883–1962). A legelső szervezett buddhista közösségek Lettországban csupán az 1980-as évek végén jelentek meg, a szovjet peresztrojka éveiben. A kései megjelenés a politikai környezetnek volt köszönhető, ugyanis a szovjet megszállás alatt a vallás tiltott dolognak számított. 
Az állam által közvetített hivatalos ateizmus ellenére a lakosság körében mindig megmaradt a spirituális érdeklődés. Miután Litvániában megroppant az érdeklődés az egyik keresztény irányzat iránt, egy új jelenség volt megfigyelhető az országban. A lakosság figyelme az új vallási mozgalmak és az ezoterikus tanítások felé fordult.
Lettország 1991-ben elért függetlensége után új hivatalos szervezetek létesültek, amelyek a keleti vallások és az ezoterika világából merítettek. Számuk az elmúlt három évtizedben erőteljesen megnövekedett.

## Tibeti buddhizmus
Általánosságban véve a tibeti buddhizmust Lettországban három iskola (hagyomány) képviselteti, a nyingma, a kagyü és a gelug (14. Dalai Láma). A nyingma iskolához tartozó két dzogcsen tanulócsoport a legjelentősebb az országban (“Padmalinga” és Patrul rinpocse). A Nyugat-Európában legnépszerűbb kagyü iskola szintén két iskolával büszkélkedhet, amelyek több közösséget is formáznak: Gyémánt út buddhista közösségek, illetve Drikung kagyü dharmacsakra központ, Drikung ngaden csöling, Tibeti meditációs gyógyító központ (Sorig). A gelug iskola úgyszintén két központtal bír: a Ganden és a Den Nyi Ling elvonulási központ.

## Mahájána
A mahájána iskolák közül a japán zen irányzaton belül található három iskola: egy Kwan Um Zen Buddhista iskola, egy rinzai és egy szoto zen központ.

## Théraváda
A théraváda irányzat is az 1990-es években érkezett meg Lettországba, amelyet jelenleg két szervezet képvisel: a Théraváda Buddhista Szövetség és a Vihara meditációs csoport.